# Karel Dospiva
Karel Dospiva (28. března 1935 – 12. března 2012) byl krnovský dirigent a učitel hudby.
Na podzim roku 1961 založil Dechový orchestr mladých při Základní umělecké škole v Krnově, kde působil jako ředitel a učitel hry na housle. Díky potřebě širšího nástrojového obsazení v dechovém orchestru se jeho působením rozšířilo spektrum vyučovaných hudebních nástrojů na celou řadu dechových nástrojů. 1. května 1962 byl dnem prvního veřejného vystoupení Dechového orchestru mladých pod vedením šéfdirigenta Karla Dospivy. Orchestr na sobě ustavičně pracoval a výsledky se dostavily již v roce 1966, kdy v celostátní soutěži v Ostravě získal 2. místo. V témže roce jel dechový orchestr mladých na první zahraniční zájezd do Polska. V té době už měl orchestr 50 členů.